# Oberonia sulcata
Oberonia sulcata là một loài thực vật có hoa trong họ Lan. Loài này được J.Joseph & Sud.Chowdhury mô tả khoa học đầu tiên năm 1966.